# Nei giorni della cometa
Nei giorni della cometa (In the Days of the Comet) è un romanzo di fantascienza apocalittica con elementi utopici di H. G. Wells, inizialmente pubblicato a puntate nel giornale The Daily Chronicle dal 1905 al 1906. Nella storia i vapori emessi da una cometa sono utilizzati come espediente narrativo che conduce ad una duratura e profonda trasformazione della mentalità e delle prospettive del genere umano.

## Trama
La storia ruota attorno a William Leadford, uno studente disoccupato che vive nella città industriale di Clayton in Gran Bretagna. Convinto socialista, egli lotta per un cambiamento di potere a partire dalle classi più elevate, per via dalle squallide condizioni di vita causate dallo sviluppo industriale della città e del paese. Anche se le date non sono mai specificate, l'epoca dovrebbe essere quella subito precedente ad un conflitto (circa a metà del libro, nel capitolo intitolato "Guerra") in cui la Gran Bretagna dichiara guerra all'Impero tedesco.
Per la maggior parte della prima metà del libro, la narrazione è una retrospezione in prima persona di William, che descrive la gretta e vile impudenza in cui versa la classe sociale più bassa e di come si sviluppa la storia d'amore tra Willie e una ragazza di classe media di nome Nettie, che vive in un'altra città di nome Checkshill. Si scopre un giorno che Nettie è fuggita con un uomo di classe superiore di nome Verral. William decide di comprare una rivoltella e di ucciderli entrambi, nel tentativo di risolvere sia il suo disordine mentale nel caos della sua esistenza delle classi inferiori, sia il tradimento amoroso di Nettie. Per tutto il tempo vi è una descrizione ricorrente della presenza notturna di una grande cometa nel cielo che emette un bagliore verde brillante, più luminoso della Luna, così che le persone cominciano a trascurare di accendere i lampioni nelle strade.
Dopo avere affinato i piani per trovare e uccidere i due amanti, William li segue fino ad un altro villaggio lungo la costa. Trovatili a fare il bagno in mare di notte sotto la verde luce della cometa, inizia la sua contemplazione finale sugli atti che sta per commettere: due omicidi seguiti dal suo suicidio. Prima di poter realizzare il suo progetto, due corazzate appaiono all'orizzonte iniziando a fare fuoco sulla città costiera. Tra il caos dei bombardamenti e la gente che fugge in preda al panico, William perde quasi Nettie Verral e decide di provare a sparare loro tra la folla spaventata. La cometa in quel mentre inizia a sciogliersi entrando nell'atmosfera, rilasciando una misteriosa nebbia verde gassosa che avvolge rapidamente ogni cosa. A questo punto le persone non fuggono dai bombardamenti, quanto piuttosto dalla nebbia fatale. William viene inghiottito dalla nebbia e quindi cade addormentato.
Si risveglia con una grande chiarezza nella mente, sentendosi del tutto ringiovanito, e curiosamente si rende conto del suo proposito miope e mal concepito di avere deliberatamente cercato di uccidere il proprio unico amore. Trovate altre persone anch'esse risvegliatesi, si rende conto che il gas verde ha mutato l'aria in qualche modo, portando la semplicità e la comprensione al genere umano. Viene osservato che durante questo Grande Cambiamento, mentre tutti dormivano sulla Terra per tre ore a causa della nebbia, molti sono rimasti uccisi in quanto piloti, tecnici e capitani si erano addormentati e i loro rispettivi veicoli continuarono a muoversi fino a colpire un ostacolo qualunque: alberi, persone, edifici, spiagge o locomotive ferme.
William descrive negli ultimi capitoli come l'umanità si sia avviata verso una maggiore comprensione di se stessa, eliminando titoli come la proprietà, i confini e le forze armate. Immediatamente la guerra tra la Germania e la Gran Bretagna si conclude e le industrie che inquinavano la città di Four-Corners vengono chiuse. Dopo un dibattito molto equilibrato e razionale, Verrall, William e Nettie si rendono conto che William non può vivere con Verral, e che Nettie, pur amandoli entrambi allo stesso modo, deve andare via con Verrall. Con questo si conclude la retrospezione, rivelando che William ha ora 72 anni ed è una delle ultime persone che possono ricordare il "Vecchio Mondo" di prima mano.